# 墨卡托中国研究所
墨卡托中国研究所（英語：Mercator Institute for China Studies，简称MERICS）是德国及欧洲最大的专门研究中国的智库，为非营利组织，2013年由德国最大的私人基金会之一墨卡托基金会创办。墨卡托研究所就全球主要参与者中国的崛起进行研究和促进对话，重点研究方向是中国在政治、经济、社会、技术和生态的发展及其对全球的影响。
2021年3月22日，中華人民共和國政府宣佈制裁墨卡托中国研究所。

## 组织
墨卡托中国研究所位于柏林，墨卡托基金会是其唯一股东，墨卡托基金会承诺在2013年至2023年底期间为该研究所提供3300万欧元资金。
墨卡托中国研究所拥有一个国际化的研究团队。创始董事为中国专家韩博天，任期为2013年至2018年，之后回到特里尔大学任教。2018年8月，彭轲接任董事。2020年2月，米科·霍塔里接任所长。该研究所目前约有30名员工。